# بورلینگتون (داکوتای شمالی)
بورلینگتون(به انگلیسی: Burlington) شهری در ایالت داکوتای شمالی کشور ایالات متحده آمریکا است که جمعیت آن در سرشماری سال ۲۰۱۰ میلادی، ۱٬۰۶۰ نفر بوده‌است.